# Валя-Скеюлуй
Валя-Скеюлуй (рум. Valea Scheiului) — село у повіті Вилча в Румунії. Входить до складу комуни Денічей.
Село розташоване на відстані 139 км на північний захід від Бухареста, 20 км на південний схід від Римніку-Вилчі, 86 км на північний схід від Крайови, 119 км на південний захід від Брашова.

## Населення
За даними перепису населення 2002 року у селі проживали 70 осіб, усі — румуни. Усі жителі села рідною мовою назвали румунську.